# Notte di nozze (film 1935)
Notte di nozze (The Wedding Night) è un film del 1935 diretto da King Vidor.

## Trama
Lo scrittore newyorkese Tony Barrett e sua moglie Dora  vivono al di sopra delle loro possibilità, accumulando debiti a causa del loro stile di vita lussuoso. Quando Tony cerca un anticipo per il suo nuovo romanzo, il suo editore rifiuta, definendolo impubblicabile. Senza alternative, la coppia si trasferisce nella vecchia fattoria di famiglia in Connecticut. Qui incontrano i vicini, il contadino polacco Jan Novak e la sua bellissima figlia Manya. Per risolvere i problemi finanziari, Tony vende un campo confinante con la proprietà dei Novak, guadagnando abbastanza da permettere a Dora di tornare a New York, mentre lui rimane in campagna per scrivere un nuovo romanzo ispirato ai Novak.
Tony e Manya sono attratti l'uno dall'altra, nonostante lei sia promessa a Fredrik, un giovane scelto da suo padre. Così, Tony e Manya con il tempo, si innamorano. Quando Fredrik scopre la relazione, insieme a Jan proibisce a Manya di vedere Tony ma lei continua a frequentarlo. Una sera, a causa di una tempesta di neve, Manya rimane a casa di Tony, suscitando l'ira del padre che la costringe a sposare Fredrik pur contro il volere della ragazza che desidera una vita diversa da quella sottomessa di sua madre. Dora torna alla fattoria e scopre il legame tra suo marito e Manya leggendo il suo manoscritto, che riflette la relazione tra i due. La notte prima del matrimonio di Manya, Dora e la giovane si confrontano, riflettendo sulle loro vite e i loro sentimenti per Tony. Nonostante il matrimonio venga celebrato, Fredrik, deluso dalla freddezza di Manya, si scontra con Tony. Durante la lite, Manya cade dalle scale e muore. Nei suoi ultimi istanti, Tony le confessa il suo amore. Alla fine, Dora accetta di lasciare Tony solo con i suoi ricordi. Guardando fuori dalla finestra, Tony immagina Manya ancora viva e sorridente, riaffermando la sua vitalità e il suo impatto nella vita dello scrittore.

## Produzione
Il film fu prodotto dalla Howard Productions. Venne girato nei Samuel Goldwyn Studios, al 7200 di Santa Monica Boulevard, a West Hollywood.

## Distribuzione
Distribuito dall'United Artists, il film uscì in sala l'8 marzo 1935, venendo presentato a New York il 15 marzo. In Francia, prese il titolo Soir de noces e venne proiettato il 3 maggio, mentre in Danimarca uscì l'8 luglio come En eneste nat.